# 巨人獣 (1958年の映画)
『巨人獣』（きょじんじゅう、原題：War of the Colossal Beast）は、1958年のアメリカ映画。『戦慄!プルトニウム人間』の続編で、バート・I・ゴードンが製作・監督・脚本・特撮を担当し、AIPが配給したSF映画である。

## ストーリー
プルトニウム爆弾の被曝で巨大化したマニング中佐は、陸軍に攻撃されてフーバーダムから落下して消えた。マニングはメキシコで生きていたが、片目を失い顔の一部は頭蓋骨が露出し、人間性もほとんど失っていた。陸軍に捕獲されてアメリカに連れ戻されるもマニングは再び逃亡し、ロサンゼルスに出現した。マニングの姉ジョイスは、彼の説得を試みる。

## 概要
1957年公開の『戦慄!プルトニウム人間』の続編で、バート・I・ゴードンの原案を『放射能X』や『宇宙征服』を手がけたジョージ・ワーシング・イエーツが脚色し、前作同様ゴードンが製作・監督・特撮を担当した。しかし、前作の登場人物はマニング以外登場せず、そのマニングもゴードンの監督作『The Cyclops』で一つ目の怪人を演じたディーン・パーキンに替わった。他にはマニングの姉役に、 ロジャー・コーマン監督の『金星人地球を征服』に出演したサリー・フレイザーが出演している。
日本では、テレビ放映だった前作（後に劇場公開）と違い1960年に劇場公開されたが、その際は44分の短縮版だった。その後、1994年にノーカット版が公開された。

## キャスト
- ジョイス・マニング：サリー・フレイザー
- マーク・ベアード少佐：ロジャー・ペイス
- グレン・マニング中佐：ディーン・パーキン
- カーマイケル：ラス・ベンダー
- ハリス大尉：チャールズ・スチュワート

## スタッフ
- 製作総指揮：サミュエル・Z・アーコフ、ジェームズ・H・ニコルソン
- 製作・原案・監督・特殊効果・視覚効果：バート・I・ゴードン
- 脚色：ジョージ・ワーシング・イエーツ
- 撮影：ジャック・マータ
- 音楽：アルバート・グラッサー
- 編集：ロナルド・シンクレア